# والتر غيفارا
والتر غيفارا (بالإسبانية: Walter Guevara Arze)‏ (و. 1912 – 1996 م) هو دبلوماسي، وكاتب من بوليفيا .
تولى منصب رئيس بوليفيا .
توفي والتر جيفارا في 20 يونيو 1996، عن عمر يناهز 84 عامًا، إثر نوبة قلبية في لاباز.